# اندیس کناره ۱
کناره ۱ یک اندیس غیرفلزی است که در حوالی شهر دهلران استان ایلام قرار دارد و مادهٔ معدنی موجود در آن، نمک است.سنگ میزبان این اندیس آهک است  